# Гексахлороиридат(III) аммония
Гексахлороиридат(III) аммония — неорганическое вещество, 
комплексная соль иридия, аммония и соляной кислоты
с формулой (NH4)3[IrCl6],
тёмно-эёленые кристаллы,
растворяется в воде,
образует кристаллогидрат — коричнево-зелёные кристаллы.

## Получение
- Реакция хлоридов иридия и аммония:

{\displaystyle {\mathsf {IrCl_{3}+3NH_{4}Cl\ {\xrightarrow {}}\ (NH_{4})_{3}[IrCl_{6}]}}}

## Физические свойства
Гексахлороиридат(III) аммония образует тёмно-зелёные кристаллы.
Растворяется в воде.
Образует кристаллогидрат состава (NH4)3[IrCl6]•1,5H2O — коричнево-зелёные кристаллы.

## Химические свойства
- Вступает в обменные реакции с цианистым калием:

{\displaystyle {\mathsf {(NH_{4})_{3}[IrCl_{6}]+6KCN\ {\xrightarrow {}}\ K_{3}[Ir(CN)_{6}]+3NH_{4}Cl+3KCl}}}